# Bourg-l'Évêque

Bourg-l'Évêque este o comună în departamentul Maine-et-Loire, Franța. În 2009 avea o populație de 218 de locuitori.